# Catedral de San José (Melipilla)
La Catedral de San José de Melipilla es el nombre que recibe un edificio religioso de culto católico, que se encuentra en la ciudad de Melipilla frente a la Plaza de Armas de la ciudad en la Región Metropolitana de Santiago en el país sudamericano de Chile.
Se trata de la iglesia principal o madre de la Diócesis de Melipilla (Diœcesis Melipillensis) que fue creada por el entonces papa Juan Pablo II en 1991.
Fue inaugurada el 30 de abril de 1992, en el mismo lugar que ocupaba el templo antiguo que fue construido en el siglo XVIII, y que fue destruido por el terremoto de 1985.